# Stazione di Hrušica
La stazione di Hrušica (in sloveno Železniško postajališče Hrušica) era una fermata ferroviaria posta sulla ex linea ferroviaria internazionale Tarvisio-Lubiana. Serviva il comune di Hrušica.

## Storia
La fermata fu inaugurata insieme alla linea il 14 dicembre 1870 e rimase attiva fino al 1º aprile 1966; successivamente la linea è stata convertita in un percorso ciclo-pedonale.

## Strutture e impianti
La fermata era dotata di un fabbricato viaggiatori, un deposito locomotive e da due binari. Rimane soltanto il fabbricato e il deposito locomotive adibiti ad altri usi mentre i binari, tuttora presenti, sono coperti dall'asfalto.